# Asphondylia bahiensis
Asphondylia bahiensis är en tvåvingeart som beskrevs av Tavares 1917. Asphondylia bahiensis ingår i släktet Asphondylia och familjen gallmyggor. Inga underarter finns listade i Catalogue of Life.